# Taounza
Taounza (franska: Taounza (CR), Taounza (Commune Rurale), arabiska: تنانت) är en kommun i Marocko.   Den ligger i provinsen Azilal och regionen Béni Mellal-Khénifra, i den nordöstra delen av landet, 210 km söder om huvudstaden Rabat. Antalet invånare är 11 610.